# Mort aux cons
« Mort aux cons ! » est une expression française.
Mort aux cons est aussi le nom d'une Jeep de la 2e Division Blindée du général Leclerc. Durant la Seconde Guerre mondiale, les hommes du capitaine Raymond Dronne des Forces Françaises Libres (9e compagnie de combat, La Nueve, constituée majoritairement de réfugiés républicains espagnols) du Régiment de Marche du Tchad, baptisent sa Jeep « Mort aux cons ». Elle fut la première à entrer dans Paris, le 24 août 1944, lors de la bataille pour la libération de la capitale.
Peu après le débarquement de Normandie, le général Leclerc remarque l'inscription sur la Jeep et ordonne au capitaine Dronne : « Vous allez m'enlever ça, car si vous deviez tuer tous les cons que vous allez rencontrer sur votre route, la division n'aurait pas assez de munitions !... ».
Au sujet de l'inscription, le général Charles de Gaulle aurait commenté : « Vaste programme », ou « Lourde tâche ». Mais les formes de l'anecdote varient, proposant d'autres contextes. Jean-Louis Delayen rapporte dans ses mémoires, Le Baroudeur – Les quatre guerres du général Delayen, avoir utilisé durant des opérations de la guerre d'Indochine le sigle MACVP, pour « Mort aux cons, vaste programme ! ».
Par ailleurs "Trom xua snoc", anagramme de "Mort aux cons" est la devise officielle de la 2e compagnie du 8e régiment de parachutistes d'infanterie de marine et, de façon accessoire, celle de la 4e compagnie du 53e régiment de transmissions ainsi que de la 1ère compagnie de combat mécanisée du 19ème régiment du génie jusqu'à son changement en 1ère compagnie combat blindée en 1992.[réf. nécessaire].